# Ak-Dovurak

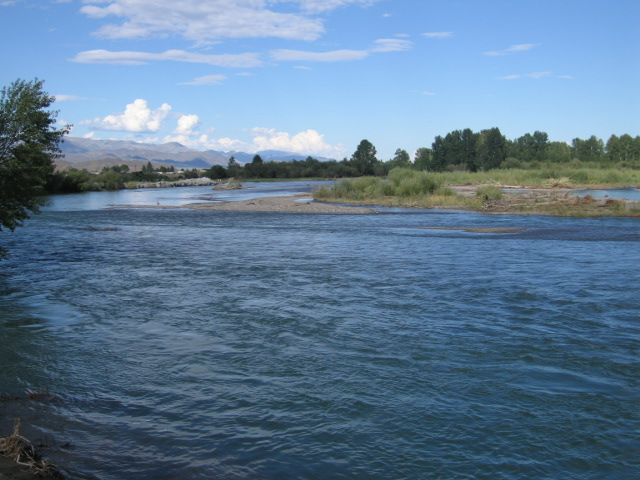
El riu Khemtxik.

Ak-Dovurák (en rus: Ак-Довурак) és una ciutat de la República de Tuva, a Rússia. Està situada a la riba del riu Khemtxik (Хемчик), un dels afluents del Ienissei.
Ak-Dovurak, el nom de la qual significa 'terra blanca' en tuvinià, en referència a l'abundància d'amiant, va assolir l'estatus de ciutat l'any 1964.
La seva població ha crescut ininterrompudament, passant de 2.200 habitants l'any 1959 més de 13.468 el 2010.